# Čazmanski kaptol
Čazmanski kaptol je 1232. osnovao zagrebački biskup Stjepan II. 
Čazmanski kaptol ustanovljen je kao zborni kaptol, a sve do turskog osvajanja Čazme, sredinom 16. st., zagrebački su biskupi imali u tom mjestu svoje boravište. Čazmanski kanonici preselili su se tada u Zagreb, gdje su postali pomoćnici zagrebačkim kanonicima, a njihov je arhiv preseljen u Zelinu, gdje je ostao do 1601. Međutim nakon oslobođenja Čazme kanonici se nisu vratili u svoje prvobitno sjedište, nego su 1806. dobili u zamjenu pavlinski samostan u Lepoglavi. Tako je nastao Čazmansko-varaždinski kaptol, čije ime potječe iz novijega vremena. Poput Zagrebačkoga, i Čazmanski je kaptol obavljao službu vjerodostojnoga mjesta te je upravo ta arhivska cjelina jedna od najbolje sačuvanih.